# Éclaires
Éclaires je francouzská obec v departementu Marne v regionu Grand Est. V roce 2015 zde žilo 93 obyvatel.

## Poloha obce
Obec leží u hranic departementu Marne s departementem Meuse
Sousední obce jsou: Beaulieu-en-Argonne (Meuse), Brizeaux (Meuse), Les Charmontois, Le Chemin, Passavant-en-Argonne, Seuil-d'Argonne (Meuse) a Le Vieil-Dampierre.

## Vývoj počtu obyvatel
Počet obyvatel